# Air Tractor AT-400

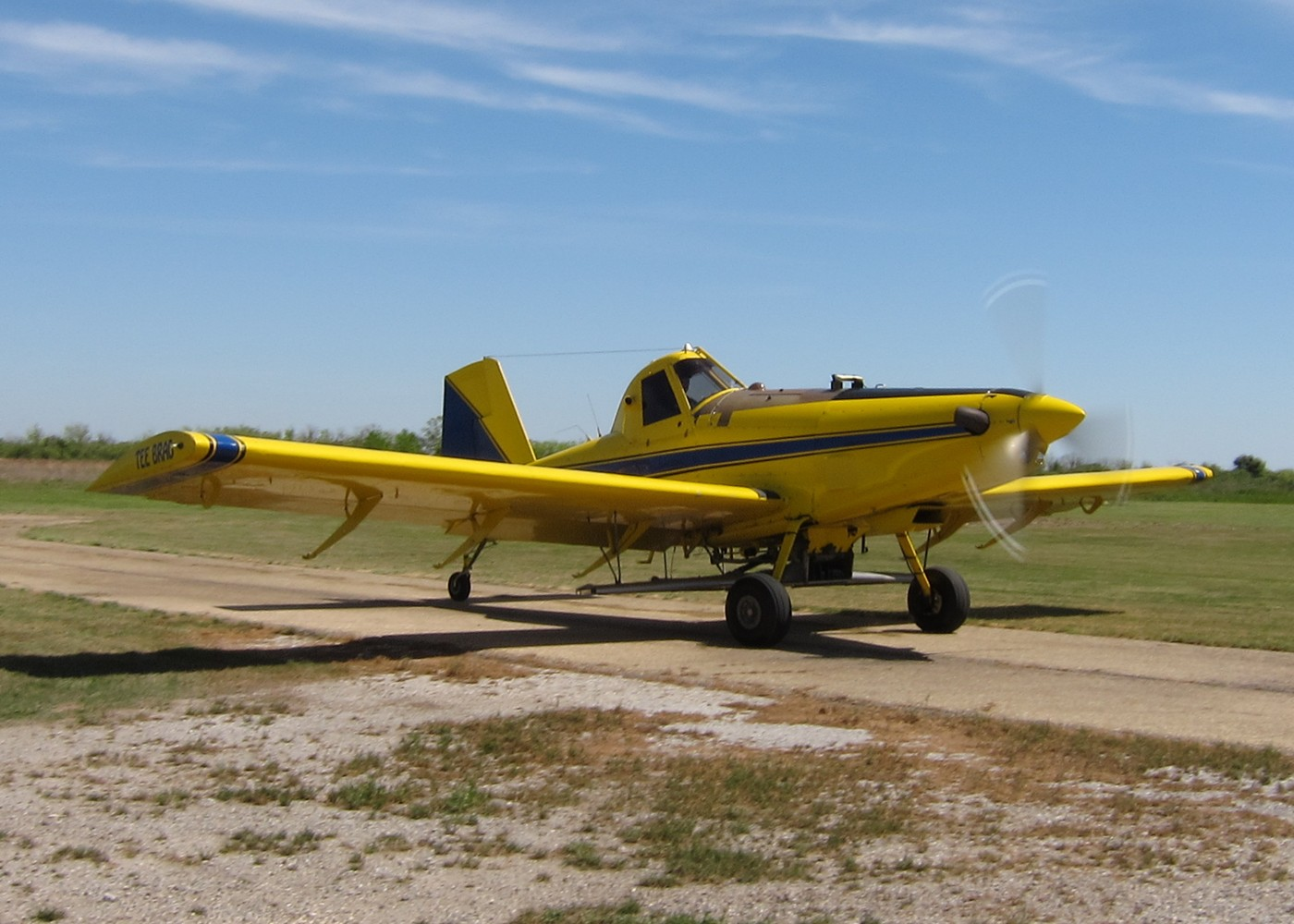
Um AT-400 na pista

O Air Tractor AT-400 é uma família de aeronaves agrícolas que voou pela primeira vez nos Estados Unidos em Setembro de 1979. A certificação foi dada à Air Tractor em Abril de 1980. De configuração asa baixa monoplano e trem de pouso convencional, carregam um reservatório de produtos químicos entre a parede de fogo do motor e a Cabine de pilotagem.

## Versões
- AT-400 - AT-301 com um motor de 680 shp (507 kW) Pratt & Whitney Canada PT6A-15AG e um reservatório de 400 US gal (1.510 L). Asas de pouca envergadura, com 45 ft 1¼ in (13,75 m).[1] 72 aeronaves produzidas.[2]
  - AT-400A - AT-400 com um motor de 550 hp (410 kW) Pratt & Whitney Canada PT6A-20.[1] 14 construídos.[2]
- AT-401 - AT-301 com asas alongadas e um reservatório de 400 US gal (1.510 L), motorizado com um motor radial de 600 hp (447 kW), Pratt & Whitney R-1340.[3] 168 aeronaves produzidas.[2]
  - AT-401A - AT-401 com o motor PZL-3S. Apenas uma aeronave produzida.[2]
  - AT-401B -Versão melhorada do AT-401, com pontas de asa revisadas e envergadura ainda maior (51 ft 1¼ in (15.57 m)). 69 construídas até Dezembro de 2001.[2]
- AT-402 - AT-401 com o motor Pratt & Whitney Canada PT6A-15.[3] 68 produzidos.[2]
  - AT-402A - versão de baixo custo do AT-401B, motorizado com o Pratt & Whitney Canada PT6A-20.[2] 103 aeronaves produzidas até Dezembro de 2001.[2]
  - AT-402B - versão melhorada do AT-402, com pontas de asa revisadas e envergadura do AT-401B.[2] 31 construídas até Dezembro de 2001.[2]

## Especificações (AT-401)
- Referência: Janes's All The World's Aircraft 1993-94 [3]
- Tripulação: Um
- Capacidade: 400 US gal (1.510 L) de produtos químicos
- Comprimento: 8,23 m
- Envergadura: 14,97 m
- Altura: 2,59 m
- Área da Asa: 27.31 m²
- Peso Básico Vazio: 1.875 kg
- Peso Máximo de Decolagem: 3.565 kg
- Número de Motores: 1
- Modelo do Motor: Pratt & Whitney R-1340
- Potência: 600 hp
- Velocidade máxima: 251 km/h (nível do mar)
- Velocidade de cruzeiro: 230 km/h (a 4.000 ft (1.220 m))
- Velocidade de estol: 99 km/h (flaps baixados)
- Alcance: 1.014 km
- Razão de subida: 5,6 m/s (1.100 ft/min)